# Ранонг (аэропорт)
Аэропорт Ранонг (тайск. ท่าอากาศยานระนอง) — аэропорт, обслуживающий город Ранонг в провинции Ранонг, Таиланд. Обслуживает только внутренние рейсы.

## Расположение
Аэропорт обслуживает провинцию Ранонг в южной части страны и располагается в 500 км от Бангкока. Аэропорт расположен в равнинной местности на высоте 17 м над уровнем моря, но с востока проходит горный массив, между ним и территорией аэропорта проходит шоссе номер 4. Самая высокая точка — гора Кхаономсао (1089 м) в 6 км от аэропорта.

## История
Начало строительства — 30 марта 1993 года, окончание — 18 мая 1995. Первым самолётом, который принял аэропорт Ранонг, был Boeing 737 с 150 пассажирами на борту. В 2019 году аэропорт обслужил 2237 рейсов и 170 тысяч пассажиров.

## Описание
Площадь основного терминала составляет около 4 000 квадратных метров и рассчитана на 300 пассажиров.